# Michael Knutson (Komponist)
Michael Knutson (* 30. November 1974) ist ein US-amerikanischer Komponist und Musikpädagoge.
Knutson studierte Musikpädagogik an der University of Wisconsin-Eau Claire (Bachelor) und an der Cardinal Stritch University (Master). Er gibt Instrumentalunterricht an der Buffalo Community Middle School, leitet eine Gitarrenklasse und eine Klasse für Musiktechnologie, unterrichtet Bandmusik und leitet eine Schulband. Er komponierte Werke für unterschiedliche Instrumentalensemble, teils zum Unterrichtsgebrauch, daneben verfasste er auch ein Kinderbuch.

## Quelle
- Alliance Publications, Inc. - K - Knutson, Michael

| Personendaten    | Personendaten                                 |
| ---------------- | --------------------------------------------- |
| NAME             | Knutson, Michael                              |
| KURZBESCHREIBUNG | US-amerikanischer Komponist und Musikpädagoge |
| GEBURTSDATUM     | 30. November 1974                             |